# Cut (Musik)
Das Wort Cut (engl. Cut = schneiden) beschreibt eine Technik, mit welcher der DJ (DiscJockey) einen Übergang zwischen zwei Liedern kreiert. Im Wesentlichen geht es dabei darum, einen Liedanfang mit dem Ende des alten Liedes zu kombinieren, indem man bestimmte Liedfragmente des neuen Liedes über das alte Lied legt (darüberlegen = gleichzeitig abspielen). So entsteht für einen kurzen Moment eine Mischung, welche das alte Lied abschließt und das neue initiiert.
Ein Cut muss jedoch nicht zwangsweise kurzangebunden sein: Es gibt DJs, die mit dieser Technik absichtlich eine gewisse Spannung erzeugen, indem sie den endgültigen Anfang des nächsten Liedes relativ lange hinauszögern.
Von großer Bedeutung bei dieser Turntablism-Technik sind der richtige Moment und ein sehr feines Taktgefühl, welches einem ermöglicht, ein Lied beinahe unbemerkt herbeizuführen und ein anderes harmonisch ausklingen zu lassen.
Einer, der diese Technik erstmals zu seinen Zwecken verwendete, war Kool DJ Herc, einer der drei Väter des Hip-Hop.
Er spielte dabei gewisse Stücke (Loops) immer wieder ab, dazu mischte er einen anderen Beat oder Melodie, welche er dann in unendlichen Variationen ablaufen lassen konnte, um somit mit sehr wenig Material ein Lied aufzubauen, das einzigartig war, kurz – Freestyle.

## Beatcutting
Beim Beatcutting, kurz auch als Cutting bezeichnet, handelt es sich um eine DJ-Technik, die insbesondere beim Hip-Hop eine Rolle spielt und von DJ Grandmaster Flash mitentwickelt wurde. Hierbei werden durch Wiederholung kurzer Abschnitte derselben Platte in Echtzeit Breakbeats erzeugt.
Beatcutting ist eine weniger verbreitete Sonderform des Beatjuggling. Viele DJs ziehen das Mixen zweier Platten ineinander vor, da dies leichter zu bewerkstelligen ist.
Im Grunde wird beim Beatcutting das gleiche wie beim Scratchen gemacht, nur dass eben das verwendete Tonmaterial hierbei aus kleinen Schlagzeugparts besteht. Über die Wiederholung bestimmter gleichartiger Muster ist es so möglich, mit einem Plattenspieler und Mischpult gewissermaßen Schlagzeug zu spielen. Folglich ist es eine ganz gezielte Instrumentalisierungsmethodik, um eine bestimmte musikalische Ausdrucksform zu erwirken. Mithilfe der so genannten S-Notation ist es möglich, diese instrumentelle Tätigkeit nach Musiknoten durchzuführen – so, wie bei jedem anderen traditionellen Musikinstrument.